# انجمن جامعه حقوقی
انجمن جامعه حقوقی یک انجمن حقوقی با نقش نظارتی است که شامل حق نظارت بر آموزش، مدارک تحصیلی و رفتار وکلا می‌شود. حقوقدانان توسط جامعه حقوقی و وکلا توسط یک شورای وکلا جداگانه تنظیم می‌شوند.

## تاریخچه
در سالهای اخیر دولت‌های استرالیا، نیوزلند، انگلیس و ولز بسیار تغییر کرده‌اند، و اسکاتلند (۲۰۱۰) با ایجاد تنظیم کننده‌های تحت حمایت دولت برای وکلا (حقوقدانان و وکلا) و مشاغل حقوقی را ایجاد کرده‌است و وظایف وکالت را به انجمن‌های حقوقی واگذار می‌کند.

## کانادا
در کانادا، هر استان و قلمرو دارای یک جامعه حقوقی است (فرانسوی: barreau‎) با مسئولیت قانونی برای تنظیم حرفه ای حقوقی به نفع مردم. این انجمن‌های حقوقی عضو فدراسیون انجمن‌های حقوقی کانادا هستند.

## انگلستان
انجمن جامعه حقوقدانان نجیب در دادگاه‌های حقوق و عدالت به عنوان اولین جامعه حقوقی در انگلستان توصیف شده‌است. با این حال، رابطه آن با انجمن حقوق مدرن انگلیس و ولز (تأسیس ۱۸۲۵) نامشخص است.

## ایالات متحده
در ایالات متحده، کانون‌های وکلا یکپارچه تا حدودی شبیه انجمن‌های حقوقی هستند. با این حال، بین جوامع حقوقی و پدیده عمومی کانون وکلا در آمریکا اختلافاتی وجود دارد. معمولاً کانون وکلا یک انجمن وکلا است. جوامع حقوقی غالباً توسط قانون ایجاد می‌شوند و نقش‌های مستقیم و قابل توجهی در آموزش، صدور مجوز و انضباط وکلا بازی می‌کنند. درگیری یا نقش میان تنظیم کننده و اتحادیه تجارت از سوی بسیاری به نظر می‌رسد که موجب تغییر اخیر در تنظیم کنندگان حامی دولت می‌شود.
انجمن‌های حقوقی نیز به عنوان بخشی از سیستم عدالت نقش ایفا می‌کنند در نتیجه، آنها ممکن است کمکهای حقوقی پولی و پرداخت نشده را به مخاطبان هدف عمومی یا ویژه ارائه دهند و از لحاظ تاریخی در تدوین برنامه‌های کمک‌های حقوقی نقش داشته‌اند.

## لیست جوامع حقوقی
- انجمن حقوقی انگلستان و ولز (حدود ۱۸۲۵)
- انجمن حقوقی اسکاتلند (حدود ۱۹۴۹)
- انجمن حقوقی ایرلند (حدود ۱۸۵۲)
- انجمن حقوقی ایرلند شمالی (حدود ۱۹۲۲)
- انجمن حقوقی جزایر من (حدود ۱۸۵۹)
- انجمن حقوق کلیسایی، کلیسای انگلیس
- انجمن وکلای مدافع، اسکاتلند (۱۹۹۴)
- انجمن حقوق دانشگاه کمبریج (حدود ۱۹۰۱)

انجمن‌های حقوقی در استرالیا نماینده منافع وکلا هستند و در هر ایالت و سرزمین اصلی سازمان یافته‌اند. در استرالیا منافع وکلا توسط شوراهای وکلا به صورت جداگانه در هر ایالت و قلمرو ارائه می‌شوند. شورای حقوقی استرالیا یک هیئت است که منافع کلیه وکلای قانونی در سطح فدرال را نشان می‌دهد.
- انجمن حقوقی ولز نیو ساوت جنوبی (به‌طور غیررسمی ۱۸۴۲؛ به‌طور رسمی ۱۸۸۴)
- انجمن حقوقی تاسمانیا (رسماً ۱۸۴۵؛ رسماً ۱۸۸۸)
- مؤسسه حقوقی ویکتوریا (۱۸۵۹)
- انجمن حقوقی کوینزلند (رسماً ۱۸۷۳؛ رسماً ۱۸۸۳)
- انجمن حقوقی استرالیا جنوبی (۱۸۷۹)
- انجمن حقوقی استرالیا غربی (۱۹۲۷)
- انجمن حقوقی ACT (1933)
- شورای حقوق استرالیا (۱۹۳۳)
- انجمن حقوقی قلمرو شمالی (۱۹۶۸)

انجمن حقوقی (دانشگاه الیگار مسلمان)
- انجمن حقوق فیجی
- انجمن حقوقی هنگ کنگ (حدود ۱۹۰۷)
- انجمن حقوقی نیوزلند (حدود ۱۸۶۹)
- انجمن حقوقی سنگاپور (حدود ۱۹۶۷)